# Plataforma Trens Dignes Terres de l'Ebre-Priorat
La Plataforma “Trens i Transports Dignes de les Terres de l’Ebre i Priorat”, és una associació inscrita al Registre de Grups d’Interès de la Generalitat de Catalunya, amb el núm. 1418, i que té com a objectiu la millora i la promoció del transport públic a les Terres de l'Ebre i a la comarca del Priorat, amb especial atenció al servei ferroviari de les línies R15 i R16 de Rodalies de Catalunya.
La plataforma vetlla per les tarifes, les freqüències, els combois i les infraestructures d’aquest servei de trens. Tot i centrar la seva actuació en el sector ferroviari, la plataforma també proposa ocupar-se de les connexions generals a les Terres de l’Ebre, com poden ser autovies, autopistes o una unificació i millora dels abonaments tarifaris al transport públic d’autobusos, així com també de la mobilitat interna a l'Ebre.
Una de les fites de la Plataforma fou l'aturada, el novembre del 2016, dels trens Euromed a l'estació de l'Aldea; servei que va romandre en actiu mentre duraven les obres de la variant de Vandellós. Des del 2017 que s'ha marcat com a objectiu aconseguir la creació d'una ATM a les Terres de l'Ebre.